# Брожки
Бро́жки()—  село в Україні, у Яворівському районі Львівської області. Населення становить 298 осіб.Орган місцевого самоврядування - Яворівська міська рада.
В селі на вул. Церковна, 1 знаходиться мурована церква Покрови Пресвятої Богородиці (УГКЦ), збудована у 2007 році. Юрисдикція: Львівська митрополія, Львівська архієпархія, Краковецький деканат. Адміністратор: о. Мица Тарас. 

## Населення

### Мова
Розподіл населення за рідною мовою за даними перепису 2001 року:
| Мова       | Кількість | Відсоток |
| ---------- | --------- | -------- |
| українська | 267       | 99.63%   |
| російська  | 1         | 0.37%    |
| Усього     | 268       | 100%     |